# تراصف السلسلة المتعدد

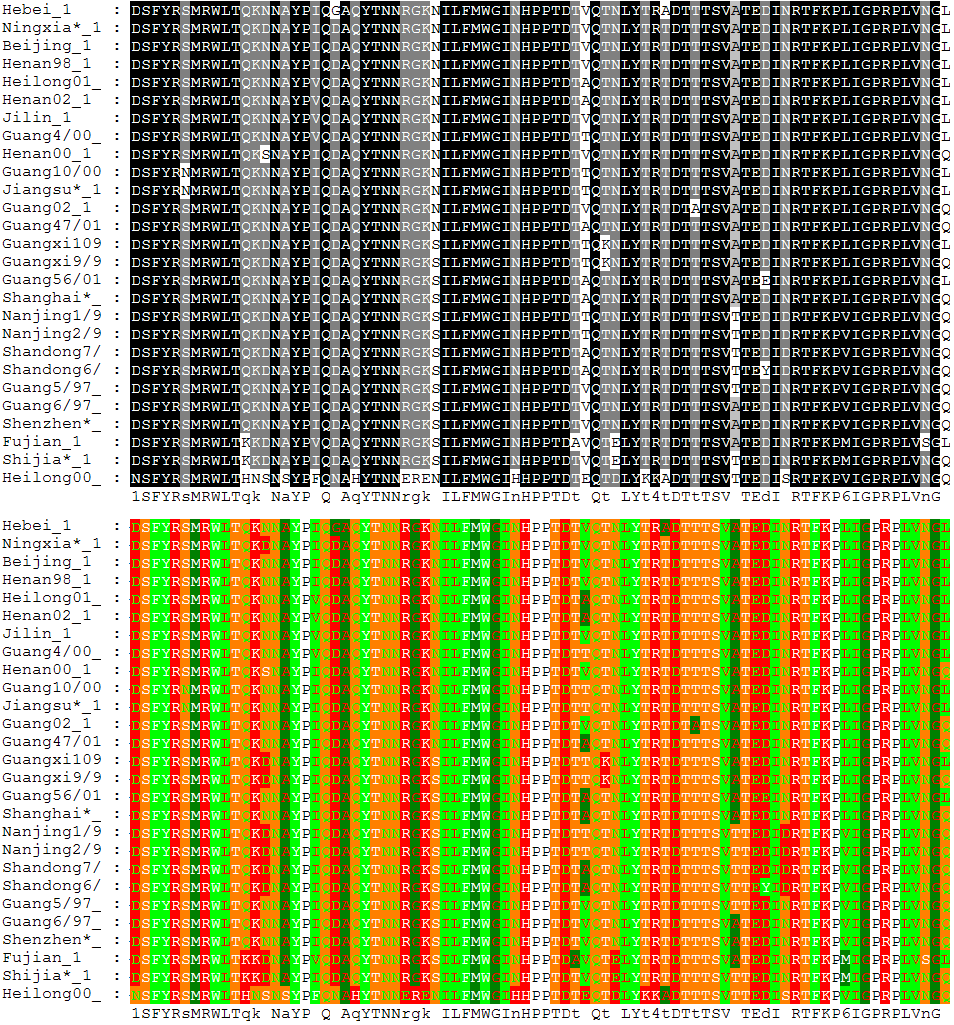

تراصف السلسلة المتعدد اختصار MSG (بالإنجليزية: muscle Multiple Sequence Alignment)‏ هو إحدى تطبيقات ال bioinformatics يستخدم لمقارنة عدة سلاسل جينية مع بعضها البعض. هذا الموقع يمكنه مقارنة أكتر من 500 سلسلة ولا يتعدى حجم الملف أكثر من 1MB
من الأفضل مقارنة من 10-15 سلسلة من البروتين ليعطيك نتائج أفضل لكن لا بأس من مقارن أكثر 50 سلسلة

## الخطوات
1. اجمع السلاسل المراد مقارنتها من المواقع المتخصصة بذلك مثل ال uniport وقم بنسخها
2. اذهب إلى موقع ماسل MUSCLE والصق السلاسل في نفس الصندوق المخصص.
3. اضغط submit وستظهر النتائج بصفحة جديدة

ملاحظة:
علامة ال * تدل على التطابق بالسلاسل أما علامة ال - تدل على عدم التطابق بالسلاسل في نفس الموقع.